# Kertayasa (Sidangagung)
Kertayasa is een bestuurslaag in het regentschap Kuningan van de provincie West-Java, Indonesië. Kertayasa telt 2532 inwoners (volkstelling 2010).